# Легенда 2
«Легенда 2» (иер. трад. 方世玉續集, упр. 方世玉续集, кант.-рус.: Фон Сай Юк чук чап) — продолжение фильма «Легенда» (1993). Фильм снял Кори Юнь (Юнь Кхуай) по сценарию Джеффри Лау (Кэй Оня) и Чань Киньчуна. Продюсером и исполнителем роли Фон Сайюка выступил Джет Ли.

## Сюжет
Фон Сайюк и его жена, Тхин-тхин, теперь полноправные члены сообщества Красного Цветка под управлением крёстного отца Сайюка, Чань Калока. Подручный Калока, Ю Чаньхой, противостоит Сайюку и причиняет ему вред. Члены сообщества не знают, что на самом деле Калок — младший брат императора Цяньлуна, и могут отречься от верности ему, если узнают эту правду. Между тем японские ронины находят доказательство происхождения Калока и хотят передать его Цяньлуну.
Калок посылает Сайюка перехватить доказательство у японцев, но Сайюк отвлекается на девушку, оказавшуюся в беде, и вместо своей миссии помогает ей. В самый опасный для Сайюка момент, когда он чуть не погибает от рук ронина, появляется его мать, Миу Чхёйфа, и спасает его. Несмотря на это, ронину удаётся уйти и передать Сюнь Сингаю, наместнику провинции Гуандун. Девушка, которую Сайюк спас ранее — Сюнь Оньянь, дочь наместника. Калок хочет, чтобы Сайюк принял участие в соревновании по боевым искусствам, чтобы выиграть Оньянь и заодно забрать доказательство у наместника. Оньянь уже влюбилась в своего спасителя и вышла за него замуж к несчастью Тхин-тхин. Однако, наместнику известно о намерениях Сайюка, поэтому он устраивает ловушку. Оньянь убеждает отца освободить мужа, угрожая покончить жизнь самоубийством.
Сайюк возвращается в сообщество Красного Цветка и признаёт провал миссии. Поскольку ранее он обещал, что окончательно выйдет из дел, если завалит задание, Чаньхой заставляет Калока соблюдать соглашение, поэтому Калок калечит Сайюка, из-за чего тот не сможет заниматься боевыми искусствами. Пока Сайюк восстанавливается, Чаньхой подстрекает других членов против действующего лидера сообщества и занимает главенствующее положение. Чаньхой отправляет людей убить Сайюка, чтобы тот замолчал. Сайюку удаётся спастись бегством, но его мать берут в плен. Он возвращается спасти мать, завязав глаза, чтобы не видеть, как его прежние собратья проливают кровь. Оказывается, что Калок сделал вид, что искалечил Сайюка. В длительной схватке с Сайюком Чаньхой погибает. Победитель освобождает Калока и возвращает его на прежнюю должность. Две жены Сайюка приходят к миру между собой, а сам Сайюк решает уйти из мира боевых искусств, чтобы посвятить себя семье.

## В ролях
- Джет Ли — Фон Сайюк[англ.]
- Мишель Райс[англ.] — Лёй Тхин-тхин
- Эми Куок[англ.] — Сюнь Оньянь
- Джозефин Сяо — Миу Чхёйфа
- Адам Чэн — Чань Калок[кит.]
- Кори Юнь[англ.] — Лэй Куокпон
- Цзи Чуньхуа[англ.] — Ю Чаньхой

## Сборы
В кинопрокате Гонконга в период с 30 июля по 19 августа 1993 года кинолента заработала HK$ 23 013 797. Там же картина заняла десятое место, а в тайваньском кинопрокате — девятое место по сборам за 1993 год.

## Отзывы
Реакция на сиквел «Легенды» была сдержанной. Кинокритики в целом оценили фильм ниже оригинала.